# Vincenz Kollar
Vincenz Kollar (Kranowitz, Silezië 1797 -  1860 Wenen) was een Oostenrijks entomoloog.
Hij was gespecialiseerd in tweevleugeligen (Diptera) en hield zich vooral bezig met soorten die van economisch belang waren, in het bijzonder dat van de bossen. Kollar beschreef vele nieuwe soorten en was conservator van het Naturhistorisches Museum Wien. Hij werkte voornamelijk met insecten, verzameld tijdens expedities onder meer in Brazilië.

## Taxa vernoemd naar Kollar
Theodor Hartig heeft een galwespensoort naar Kollar genoemd, de knikkergalwesp Andricus kollari (ook wel Cynips kollari genoemd). De soortaanduiding kollari is ook bij spinachtigen meerdere malen gebruikt; Dysera kollari Doblika 1853 , Ischyropsalis kollari (een hooiwagensoort), Eresus kollari (Herfstvuurspin) (met zes ondersoorten Eresus kollari frontalis, E. kollari bifasciatus, E. kollari ignicomus, E. kollari Illustris, E. kollari latefasciatus en  E. kollari tricolor).

## Publicaties
- Die vorzüglich lästigen Insekten Brasiliens, p. 101-119. In J.E. Pohl. Reise im Innern von Brasiliens, vol. I, 448p.(1832)
- Aufzählung und Beschreibung der von Freih. Carl v. Hügel auf seiner Reise durch Kaschmir und das Himalayagebirge gesammelten Insekten. (mit L. Redtenbacher). 4(2):393-564, 582-585, 28 colour plates (1848).
- Über Agrilus viridis Kiesw. ein die Erlen verwüstendes Insekt. Verhandlungen der Zoologische-botanische Geselschaft, Wien 8:325-328.(1858)

- Gemeinsame Normdatei: 117531111
- International Standard Name Identifier: 0000 0000 2010 2259
- Nederlandse Thesaurus van Auteursnamen: 297433989
- Réseau des bibliothèques de Suisse occidentale: 02-A016695390
- Système universitaire de documentation: 145362582
- Virtual International Authority File: 792350
- WorldCat: E39PBJkXvg3tYh9W3DM6vDGj4q